# Рокленд Тауншип (округ Венанго, Пенсільванія)
Рокленд Тауншип (англ. Rockland Township) — селище (англ. township) в США, в окрузі Венанго штату Пенсільванія. Населення — 1243 особи (2020).

## Демографія
Згідно з переписом 2010 року, у селищі мешкало 1456 осіб у 614 домогосподарствах у складі 436 родин. Було 1363 помешкання
Расовий склад населення:
| - 98,3 % — білих - 0,1 % — корінних американців - 0,1 % — азіатів |

До двох чи більше рас належало 1,3 %. Частка іспаномовних становила 0,5 % від усіх жителів.
За віковим діапазоном населення розподілялося таким чином: 17,9 % — особи молодші 18 років, 63,1 % — особи у віці 18—64 років, 19,0 % — особи у віці 65 років та старші. Медіана віку мешканця становила 48,6 року. На 100 осіб жіночої статі у селищі припадало 113,8 чоловіків;  на 100 жінок у віці від 18 років та старших — 114,9 чоловіків також старших 18 років.
Середній дохід на одне домашнє господарство  становив 56 943 долари США (медіана — 44 702), а середній дохід на одну сім'ю — 63 311 долар (медіана — 51 917). За межею бідності перебувало 9,9 % осіб, у тому числі 24,1 % дітей у віці до 18 років та 7,1 % осіб у віці 65 років та старших.
Цивільне працевлаштоване населення становило 596 осіб. Основні галузі зайнятості: виробництво — 24,2 %, освіта, охорона здоров'я та соціальна допомога — 20,5 %, будівництво — 12,1 %, роздрібна торгівля — 11,2 %.